# Calochir Delphinas
Calochir (Kalokyros) Delphinas (în limba greacă, Καλοκυρός Δελφινάς) (a doua jumătate a secolului al X-lea, fl. cca. 982–989) a fost un general bizantin, devenit Catepan de Italia, care a sfârșit prin a se răscula împotriva împăratului Vasile al II-lea Macedoneanul și a fi executat.
Având titlurile de anthypatos și de patrikios, Calochir Delphinas a fost un aderent al puternicei familii Focas din Anatolia și al puternicului ministru parakoimomenos-ul Vasile Lekapenos, care i-a asigurat numirea în funcția de katepano (guvernator militar) în sudul Italiei în anul 982. Delphinas a deținut această importantp funcție până în 985 și a organizat îmbunătățirea pozițiilor bizantine din peninsulă, într-un context favorabil pentru Bizanț: împăratul occidental Otto al II-lea fusese înfrânt în bătălia de la Stilo și murise în anul îmediat următor (983), în vreme ce sarazinii din sudul Italiei se confruntau cu dispute interne. Astfel, Delphinas a fost capabil să consolideze controlul bizantin asupra regiunii numite Longobardia, cucerind Ascoli în decembrie 982.
Câțiva ani mai târziu, Delphinas s-a raliat revoltei conduse de Bardas Focas cel Tânăr împotriva împăratului Vasile al II-lea și a condus armata răsculată până la Chrysopolis, pe malul Bosforului, în apropiere de capitala Constantinopol. Acolo, la finele anului 988 sau începutul lui 989, ei au fost atacați de către Vasile al II-lea, sprijinit de trupele mercenare ale varegilor și au fost înfrânți. Delphinas a fost capturat și executat fie prin crucificare fie prin tragere în țeapă, o pedeapsă neobișnuită, executată cu intenția de a-i avertiza pe alți posibili răsculați din rândul generalilor bizantini; se spune că, în afară de Delphinas, doar un alt oficial răsculat ar mai fi fost executat. O coloană în memoria lui Delphinas a fost construită pe locul execuției sale, supraviețuind până în secolul al XI-lea.